# Osiris fasciatus
Osiris fasciatus är en biart som först beskrevs av Radoszkowski 1884.  Osiris fasciatus ingår i släktet Osiris och familjen långtungebin. Inga underarter finns listade i Catalogue of Life.